# Ringsend
Ringsend est un quartier de Dublin situé sur la rive sud de la Liffey.

## Histoire
Autrefois un quartier de pêcheurs et un point d'arrivée pour les bateaux, le quartier a connu une baisse d'activité aux XIXe et XXe siècles. Toutefois, ces dernières années, de nouvelles constructions autour de Grand Canal Dock ont redonné de l'activité et un nouveau visage au quartier.